# Момо Янсане
Момо Янсане (фр. Momo Yansane, нар. 29 липня 1997, Фрія) — гвінейський футболіст, нападник молдовського клубу «Шериф».
На правах оренди грає в російському клубі «Нижній Новгород».
Виступав за молодіжну збірну Гвінеї.

## Клубна кар'єра
У дорослому футболі дебютував 2016 року виступами за команду «Гафія», в якій провів один сезон. 
Своєю грою за цю команду привернув увагу представників тренерського штабу клубу ФЮС (Рабат), до складу якого приєднався 2017 року. Відіграв за клуб з Рабата наступні два сезони своєї ігрової кар'єри.
Протягом 2019—2020 років захищав кольори білоруського клубу «Іслоч», спочатку на умовах оренди, а згодом на умовах повноцінного контракту.
2020 року став гравцем швейцарського «Блек Старз» (Базель), а наступного року грав у Росії, де був орендований клубом «Нижній Новгород».
1 липня 2021 року уклав трирічний контракт з молдовським «Шерифом».

## Виступи за збірну
У 2017 році залучався до складу молодіжної збірної Гвінеї. На молодіжному рівні зіграв у 5 офіційних матчах.

## Титули і досягнення
- Чемпіон Молдови (1):

«Шериф»: 2021-22
- Володар Кубка Молдови (1):

«Шериф»: 2021-22